# Yancheng
Yancheng (chinesisch 盐城市, Pinyin Yánchéng Shì – „Salzstadt“) ist eine bezirksfreie Stadt im Nordosten der chinesischen Provinz Jiangsu.

## Geografie
Im eigentlichen städtischen Siedlungsgebiet von Yancheng leben 1.390.000 Menschen (Stand: Ende 2018), das gesamte Verwaltungsgebiet Yanchengs hat 6.709.629 Einwohner (Stand: Zensus 2020). Nahe der Stadt befindet sich das Yancheng-Naturreservat, in dem der einst in China ausgestorbene Davidshirsch wieder ausgewildert wurde.

## Administrative Gliederung
Auf Kreisebene setzt sich Yancheng aus drei Stadtbezirken, einer kreisfreien Stadt und fünf Kreisen zusammen. Diese sind (Stand: Zensus 2010):
- Stadtbezirk Tinghu – 亭湖区 Tínghú Qū, 732 km², 904.514 Einwohner;
- Stadtbezirk Yandu – 盐都区 Yándū Qū, 1.130 km², 711.322 Einwohner;
- Stadtbezirk Dafeng – 大丰区 Dàfēng Qū, 3.059 km², 706.662 Einwohner ;
- Kreis Binhai – 滨海县 Bīnhǎi Xiàn, 1.915 km², 957.215 Einwohner;
- Kreis Funing – 阜宁县 Fùníng Xiàn, 1.439 km², 843.464 Einwohner ;
- Kreis Jianhu – 建湖县 Jiànhú Xiàn, 1.160 km², 741.764 Einwohner;
- Kreis Sheyang – 射阳县 Shèyáng Xiàn, 2.856 km², 897.073 Einwohner ;
- Kreis Xiangshui – 响水县 Xiǎngshuǐ Xiàn, 1.461 km², 509.880 Einwohner ;
- Stadt Dongtai – 东台市 Dōngtái Shì, 3.221 km², 990.306 Einwohner.

## Verkehr
Die Stadt ist der südliche Endpunkt der Neubaustrecke Qingdao–Yancheng, die am 26. Dezember 2018 in Betrieb genommen wurde.

## Industrieunfall
Mitte März 2019 kam es in einem Düngemittelwerk auf dem Industriegelände von Yancheng zu einem Brand und einer Explosion, die ein Erdbeben der Stärke 2,2 auslöste und mehrere Gebäude einstürzen ließ. Nach offiziellen Angaben forderte das Unglück 47 Tote (nach anderen Angaben 78 Tote) und 640 Verletzte darunter 90 schwer Verletzte.

## Persönlichkeiten
- Wang Linlin (* 2000), Fußballspielerin
- Hao Ting (* 2001), Rhythmische Sportgymnastin
- Kuai Man (* 2004), Tischtennisspielerin